# Cerberilla tanna
Cerberilla tanna is een slakkensoort uit de familie van de Aeolidiidae. De wetenschappelijke naam van de soort is voor het eerst geldig gepubliceerd in 1960 door Ev. Marcus & Er. Marcus.